# Megachile chilopsidis
Megachile chilopsidis là một loài Hymenoptera trong họ Megachilidae. Loài này được Cockerell mô tả khoa học năm 1900.